# Santa Cruz (Occidental Mindoro)
Santa Cruz (Bayan ng Santa Cruz) är en kommun i Filippinerna. Kommunen ligger på ön Mindoro, och tillhör provinsen Occidental Mindoro. Folkmängden uppgår till 26 887 invånare.
Santa Cruz är indelat i 11 barangayer.